# Terminalia eichleri
Terminalia eichleri là một loài thực vật có hoa trong họ Trâm bầu. Loài này được Alwan & Stace miêu tả khoa học đầu tiên năm 1989.